# 164-я стрелковая дивизия (2-го формирования)
Не следует путать со 164-й стрелковой дивизией 1-го формирования
164-я стрелковая дивизия 2-го формирования — воинское соединение Вооружённых сил СССР, принимавшее участие в Великой Отечественной войне.

## История
Дивизия формировалась с 19 декабря 1941 года по 18 апреля 1942 года в селе Ачит Свердловской области (УрВО). До июля 1942 года не принимала участия в боевых действиях, временно входила в состав 1-й резервной и 61-й армий.
С 16 по 18 июля 1942 года дивизия была передислоцирована в район города Волоколамск и вошла в состав 31-й армии Западного фронта.
Принимала участие в составе 31-й армии в первой Ржевско-Сычёвской операции, освобождала город Зубцов.
В конце сентября 1942 года была выведена в резерв для пополнения, позже передана в состав 49-й армии.
С апреля 1943 года в составе 33-й армии.
23 сентября 1943 г. в ходе Смоленско-Рославльской операции освободила город Починок.
В период с ноября 1943 по март 1944 года вела бои в районе Витебска и Орши в составе 69-го стрелкового корпуса 33-й армии.
26-27 июня 1944 года в составе 84-го стрелкового корпуса 39-й армии 3-го Белорусского фронта дивизия освободила город Витебск.
Зимой 1944—45 г. в составе 4-й ударной армии в Прибалтике.
После войны, в 1946 году, переформирована в 16-ю стрелковую бригаду. Бригада входила в состав Южно-Уральского военного округа и дислоцировалась в Оренбурге.
В 1957 году дивизия переформирована в 121-ю мотострелковую. В 1965 году номер изменён на 164-й.

## Награды
- Почётное наименование «Витебская» — Присвоено Приказом Верховного Главнокомандующего № 119 от 26 июня 1944 года за отличие в боях при освобождении города Витебск. [2][3]
- 12 августа 1944 года —  Орден Красного Знамени — награждена указом Президиума Верховного Совета СССР от 12 августа 1944 года за образцовое выполнение заданий командования в боях с немецкими захватчиками, за овладение городом Каунас (Ковно) и проявленные при этом доблесть и мужество.[4]

Награды частей дивизии:
- 531-й стрелковый ордена Александра Невского[5] полк
- 620-й стрелковый ордена Александра Невского[5] полк

## Состав
- управление
- 531-й стрелковый полк
- 620-й стрелковый полк
- 742-й стрелковый полк
- 494-й артиллерийский полк
- 230-й отдельный истребительно-противотанковый дивизион
- 244-я отдельная разведывательная рота
- 186-й сапёрный батальон
- 213-й отдельный батальон связи (213-я отдельная рота связи)
- 140-й медико-санитарный батальон
- 43-я отдельная рота химзащиты
- 284-я (172-я) автотранспортная рота
- 448-я полевая хлебопекарня
- 913-й дивизионный ветеринарный лазарет
- 1669-я полевая почтовая станция
- 1090-я полевая касса Госбанка

- управление
- 227-й мотострелковый полк, Ереван (31 Т-72, 43 БТР-70, 6 БТР-60, 3 БМП-1, 2 БРМ-1К)
- 344-й мотострелковый полк, Ереван (31 Т-72, 4 БМП-1, 2 БРМ-1К, 1 БТР-70
- 349-й мотострелковый полк, Советашен (31 Т-72, 98 БМП-1, 7 БРМ-1К, 12 2С1 «Гвоздика»
- 1361-й мотострелковый полк (без техники)
- 117-й отдельный танковый батальон, Эчмиадзин (31 Т-72, 4 Т-54, 3 БМП-1, 1 БРМ-1К, 5 БТР-70)
- 973-й артиллерийский полк, Балаовит (36 Д-30, 12 БМ-21 «Град»)
- 971-й зенитный артиллерийский полк
- 352-й отдельный ракетный дивизион
- 776-й отдельный разведывательный батальон, Советашен
- 591-й отдельный батальон связи, Ереван
- 116-й отдельный инженерно-сапёрный батальон, Эчмиадзин
- 630-й отдельный батальон химической защиты
- 170-й отдельный ремонтно-восстановительный батальон
- 1556-й отдельный батальон материального обеспечения
- Итого: 128 танков, 120 БМП, 56 БТР, 12 САУ, 36 орудия, 16 миномётов, 12 РСЗО[6]

## Командиры
- Касперович, Пётр Григорьевич (04.01.1942 — 12.08.1942), полковник
- Цыганов, Николай Георгиевич (19.08.1942 — 03.01.1943), полковник
- Ревякин, Василий Андреевич (04.01.1943 — 01.01.1944), генерал-майор
- Синицын, Григорий Иванович (02.01.1944 — 27.01.1944), полковник
- Ерохин, Фёдор Фёдорович (28.01.1944 — 29.01.1944), подполковник
- Становский, Семён Ипатьевич (30.01.1944 — 10.02.1944), полковник
- Синицын, Григорий Иванович (11.02.1944 — 09.05.1945), полковник

## Вышестоящие воинские части
| Подчинение 164-й стрелковой дивизии (2-го формирования) в период Великой Отечественной войны | Подчинение 164-й стрелковой дивизии (2-го формирования) в период Великой Отечественной войны | Подчинение 164-й стрелковой дивизии (2-го формирования) в период Великой Отечественной войны | Подчинение 164-й стрелковой дивизии (2-го формирования) в период Великой Отечественной войны | Подчинение 164-й стрелковой дивизии (2-го формирования) в период Великой Отечественной войны |
| Дата                                                                                         | Фронт (округ)                                                                                | Армия                                                                                        | Корпус                                                                                       |                                                                                              |
| -------------------------------------------------------------------------------------------- | -------------------------------------------------------------------------------------------- | -------------------------------------------------------------------------------------------- | -------------------------------------------------------------------------------------------- | -------------------------------------------------------------------------------------------- |
| 01.01.1942 года                                                                              | Уральский военный округ                                                                      |                                                                                              |                                                                                              |                                                                                              |
| 01.05.1942 года                                                                              | Резерв Ставки ВГК                                                                            | 1-я резервная армия                                                                          |                                                                                              |                                                                                              |
| 01.08.1942 года                                                                              | Западный фронт                                                                               | 31-я армия                                                                                   |                                                                                              |                                                                                              |
| 01.10.1942 года                                                                              | Западный фронт                                                                               |                                                                                              |                                                                                              |                                                                                              |
| 01.11.1942 года                                                                              | Западный фронт                                                                               | 49-я армия                                                                                   |                                                                                              |                                                                                              |
| 01.05.1943 года                                                                              | Западный фронт                                                                               | 33-я армия                                                                                   |                                                                                              |                                                                                              |
| 01.12.1943 года                                                                              | Западный фронт                                                                               | 33-я армия                                                                                   | 65-й стрелковый корпус                                                                       |                                                                                              |
| 01.01.1944 года                                                                              | Западный фронт                                                                               | 33-я армия                                                                                   | 69-й стрелковый корпус                                                                       |                                                                                              |
| 01.02.1944 года                                                                              | Западный фронт                                                                               | 33-я армия                                                                                   | 65-й стрелковый корпус                                                                       |                                                                                              |
| 01.03.1944 года                                                                              | Западный фронт                                                                               | 33-я армия                                                                                   |                                                                                              |                                                                                              |
| 01.04.1944 года                                                                              | Западный фронт                                                                               | 33-я армия                                                                                   | 65-й стрелковый корпус                                                                       |                                                                                              |
| 01.05.1944 года                                                                              | 3-й Белорусский фронт                                                                        | 39-я армия                                                                                   | 5-й гвардейский стрелковый корпус                                                            |                                                                                              |
| 01.07.1944 года                                                                              | 1-й Прибалтийский фронт                                                                      | 39-я армия                                                                                   | 84-й стрелковый корпус                                                                       |                                                                                              |
| 01.08.1944 года                                                                              | 3-й Белорусский фронт                                                                        | 39-я армия                                                                                   | 84-й стрелковый корпус                                                                       |                                                                                              |
| 01.09.1944 года                                                                              | 1-й Прибалтийский фронт                                                                      | 43-я армия                                                                                   | 84-й стрелковый корпус                                                                       |                                                                                              |
| 01.10.1944 года                                                                              | 1-й Прибалтийский фронт                                                                      | 4-я ударная армия                                                                            | 84-й стрелковый корпус                                                                       |                                                                                              |
| 01.02.1945 года                                                                              | 1-й Прибалтийский фронт                                                                      | 6-я гвардейская армия                                                                        | 84-й стрелковый корпус                                                                       |                                                                                              |
| 01.03.1945 года                                                                              | 2-й Прибалтийский фронт                                                                      | 10-я гвардейская армия                                                                       | 84-й стрелковый корпус                                                                       |                                                                                              |
| 01.04.1945 года                                                                              | Ленинградский фронт                                                                          | 6-я гвардейская армия                                                                        | 84-й стрелковый корпус                                                                       |                                                                                              |
| 01.05.1945 года                                                                              | Ленинградский фронт                                                                          | 4-я ударная армия                                                                            | 84-й стрелковый корпус                                                                       |                                                                                              |